# آدریانا مارمولخو
آدریانا مارمولخو (به انگلیسی: Adriana Marmolejo) (زادهٔ ۵ مارس ۱۹۸۲) شناگر اهل مکزیک است.